# 이와타 사토루
이와타 사토루(일본어: 岩田 聡, 1959년 12월 6일 ~ 2015년 7월 11일)는 일본의 기업인, 비디오 게임 개발자 및 프로듀서였다. 2002년에 취임해 2015년 사망하기까지 닌텐도의 네 번째 사장이었다. 생전에 비디오 게임의 대중화를 위해 노력한 인물로 최첨단 성능의 기기보다는 기발하고 흥미있는 게임 개발을 중시했다.
삿포로시에서 태어났으며 그의 아버지는 홋카이도 무로란시의 시장을 맡았던 이와타 히로시였다. 어린 시절부터 비디오 게임에 대한 관심을 보여 고등학생 때부터 게임을 개발했다. 1980년 대학생 시절에 HAL 연구소에 취직해 경력을 시작했다. HAL에서 프로그래머로서 닌텐도와 교류해 1983년에 처음 상업용 게임을 제작했다. 당시 관여한 게임으로 《마더 2: 기그의 역습》과 《별의 커비》 시리즈가 있다. 1993년, HAL이 경영난으로 인해 폐업위기에 놓이자 닌텐도 사장 야마우치 히로시의 추천으로 사장으로 위임돼 재정을 회복시켰다. 그 후 《포켓몬스터》와 《슈퍼 스매시브라더스》 시리즈 개발에 참여했다. 2000년에 닌텐도 기획조정부의 본부장으로서 취임했다.
이와타의 경영호재로 닌텐도가 상승세를 탔으며 2002년 5월 야마우치가 은퇴했을 때 이어서 사장으로 위임됐다. 이와타의 지도 아래 개발된 닌텐도의 닌텐도 DS와 Wii는 상업적 성공을 기록했다. 게이머를 자처한 이와타는 폭넓은 인구층을 겨냥해 비디오 게임의 매력을 확대하고자 하는 '블루오션' 경영전략을 내세웠으며 닌텐도는 2009년까지 기록적인 실적을 올렸다. 이후 제작된 닌텐도 3DS와 Wii U은 Wii보다 현저하게 적은 수익을 거뒀으며 2009년부터 2012년까지 기업 순매출이 3분의 1까지 감소해 기업 역사상 30년 만에 처음으로 손실을 기록했다. 이에 대해 이와타는 자발적으로 자신의 연봉을 2011년과 2014년에 절반으로 깎았다. 2015년에는 자신의 경영철학을 꺾고 급격히 성장하는 모바일 게임 시장에 투자하기로 결정해 그 해 3월 모바일 기업 DeNA와 협력관계를 맺었다. 경력 내내 이와타는 "사장님이 묻는다" 연재영상이나 닌텐도 다이렉트같은 프로그램이나 소셜 미디어를 통해 닌텐도 유저들과 교류하는 등 닌텐도의 대외적인 얼굴로서 활동했다.
2014년 6월 정기검진 중 담관에서 종양이 발견돼 수술을 받았다. 그 해 10월 복직했으나 2015년 재발해 건강이 악화하면서 7월 11일 항년 55세의 나이로 사망했다. 전세계의 비디오 게임 산업 인물들과 게이머들이 각종 공지와 소셜 미디어를 통해 그의 죽음을 추모했다.

## 생애

### 어린 시절
이와타 사토루는 일본 홋카이도 삿포로시에서 태어났다. 그는, 자신은 어려서부터 비디오 게임을 제작하는 것에 흥미가 있었으며, 휴렛 패커드의 전자계산기를 접하여 컴퓨터 프로그래밍에 익숙해질 수 있는 환경에 있었다고 한다. 그는 고등학교 학생일 때 자신의 집에서 실제로 전자 게임을 만들었다. 이와타가 만들었던 몇 가지의 단순한 숫자 게임들은 휴렛 패커드 전자계산기로 만든 것이었다.

### 교육
고등학교 졸업 이후, 이와타는 그가 컴퓨터 과학 전공을 마친 도쿄 공업대학에서 인정받았다. 이러한 환경은 이와타의 비디오 게임에 대한 기술적 자문과 열정이 인정받게 되는 계기가 되었으며, 닌텐도의 외주 업체인 HAL 연구소에서 시간제 프로그래머로 일하게 된다.

### HAL 연구소
1982년, 대학 졸업 이후, 이와타는 HAL 연구소에 신입 사원으로 채용되었다. 1983년, 그는 소프트웨어 생산팀의 코디네이터가 되었다. 그는 그 곳에서 일하는 동안 《벌룬 파이트》, 《마더》, 《별의 커비》와 같은 작품의 제작을 도왔다. 1993년, 마침내 이와타는 HAL 연구소의 사장으로 승진하였다. 그럼에도 불구하고, 그와 연구소는 가끔 자유 계약으로 닌텐도의 비디오 게임 제작에 참여하기도 하였다.

### 닌텐도
2000년, 이와타는 기업 기획 부서의 수장으로서 닌텐도에 자리를 잡았다. 1949년부터 쭉 닌텐도의 사장을 역임해 왔던 야마우치 히로시가 2002년 5월 31일부로 물러난 이후, 이와타는 닌텐도의 네 번째 사장이자, 최초로 야마우치 혈통에 관계되지 않은 집안의 사장이 되었다. 그는 거래처로서 HAL 연구소를 돕는 일을 계속하였다. 그것은 이와타가 여전히 그곳의 아티스트로 일하는 것을 의미했으며, 그는 별의 커비 시리즈를 위한 캐릭터 컨셉 아트의 디자인을 만드는 데 조력했다. 현재 그가 진행했던 가장 최신 프로젝트는 Wii와 닌텐도 DSi LL이다. 그는 닌텐도 웹사이트에 종종 연재되는 "사장님이 묻는다" 시리즈의 주인공이다. 그는 또한 《젤다의 전설》시리즈, 《마리오》시리즈, 《동물의 숲》시리즈에 참여하기도 했다. 2002년 회계 연도에 게임큐브는 41%의 판매량 증가를 보였다.

### 별세
2014년 6월 건강진단에서 담관암이 발견되어 수술을 받았다. 수술 후 요양을 거쳐 동년 10월 경영방침 설명회를 통해 복귀 했는데, 이후 닌텐도 다이렉트에 불참 하거나 살이 빠진 모습으로 등장 하는 등 병세가 나빠졌다. E3 2015에서는 조금 좋아진 모습을 보여 팬들을 안심 시켰으나, 결국 2015년 7월 11일 향년 55세의 나이로 세상을 떠났다.
2015년 7월 11일 지병인 담관암으로 사망하였다.
"Barron's Magazine"은 이와타를 Wii와 매일매일 DS 두뇌 트레이닝의 판매량과 급상승하는 주가를 이유로, 세계 최고의 CEO로 명명했다.

## 같이 보기
- 닌텐도의 역사